# Santi Vincenzo e Anastasio a Trevi

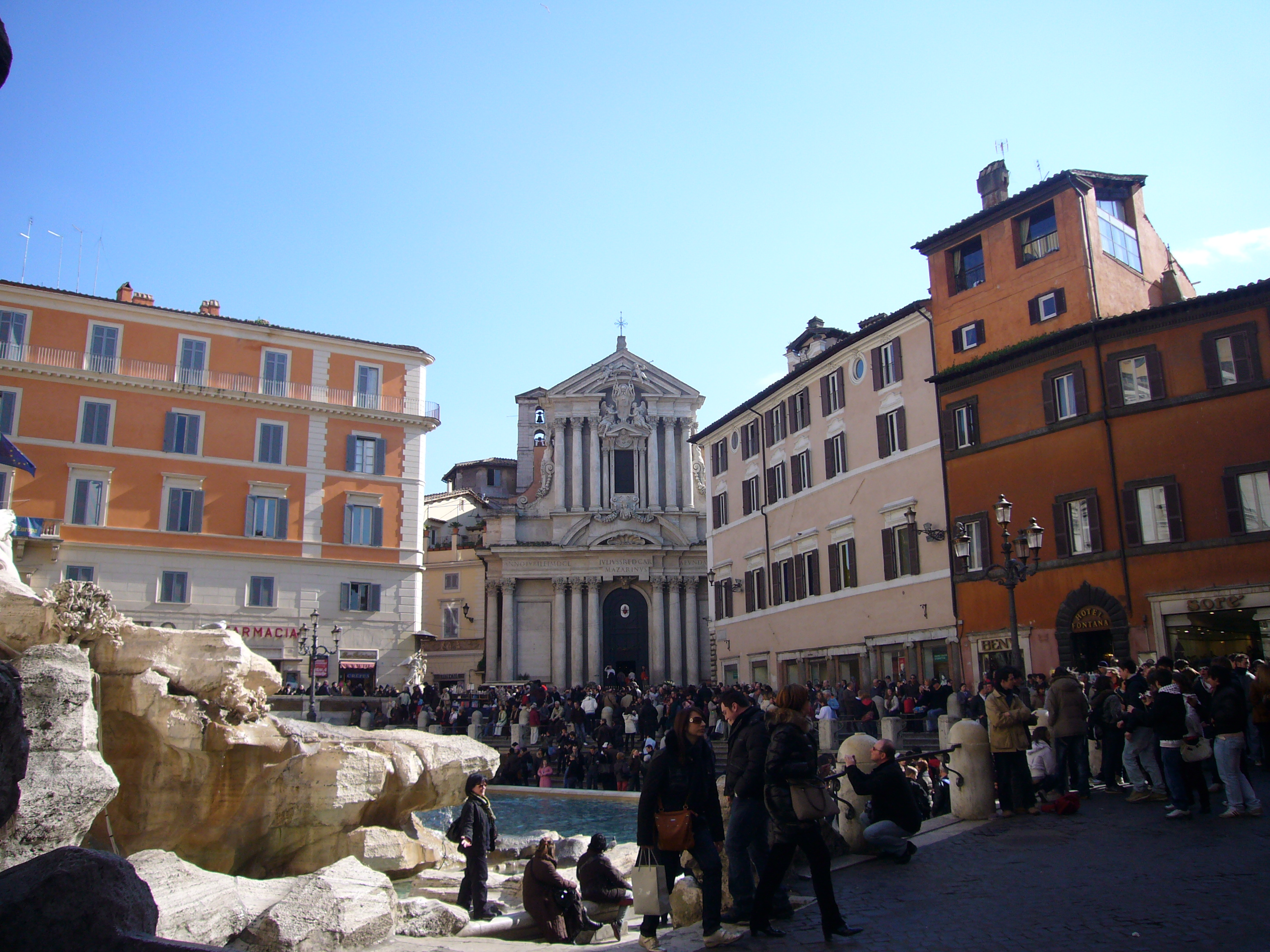
Pohled z náměstí di Trevi ke kostelu

Santi Vincenzo e Anastasio a Trevi je barokní kostel v Římě. Byl postaven v letech 1646 až 1650 podle návrhu architekta Martina Longhiho mladšího v blízkosti fontány di Trevi a Kvirinálského paláce. Je zajímavý mimo jiné tím, že jsou v něm uschována balzamovaná srdce 25 papežů od Sixta V. do Lva XIII.